# Brad Spence
Pour les articles homonymes, voir Spence.
Brad Spence est un skieur alpin canadien, né le 19 avril 1984 à Calgary.

## Biographie
Il débute dans les compétitions de la FIS lors de la saison 1999-2000. Il découvre la Coupe du monde en novembre 2002 au super G de Lake Louise.
Après trois ans d'absence au plus haut niveau entre 2006 et 2009 à cause d'une jambe brisée après une chute en course, il marque ses premiers points en Coupe du monde avec une 13e place au slalom de Kranjska Gora. Lors de la saison 2009-2010, il obtient ses meilleurs résultats avec deux 12e places en slalom et participe aux Jeux olympiques de Vancouver se soldant par une 42e place au slalom géant et un abandon sur le slalom.
Quatre ans plus tard, il prend part aux Jeux olympiques de Sotchi. Il se retire du sport de haut niveau après une opération à sa jambe droite en juin 2014. 